# On m'appelle Zapper
Pour plus de détails, voir Fiche technique et Distribution.
On m'appelle Zapper (Big Zapper) est un film britannique réalisé par Lindsay Shonteff, sorti en 1973.

## Synopsis
Une détective privé au caractère bien trempé et aux techniques de combat atypiques est engagée par un homme fortuné afin de retrouver sa jeune fille, enrôlée malgré elle dans le sillage de la prostitution.

## Fiche technique
- Titre original : Big Zapper
- Réalisation : Lindsay Shonteff
- Scénario : Hugh Brody
- Musique : Colin Pearson
- Photographie : John C. Taylor
- Montage : Spencer Reeve
- Production : Lindsay Shonteff
- Société de production : Syn-Frank Enterprises
- Pays :  Royaume-Uni
- Langue : Anglais
- Format : Couleur - Mono - 35 mm - 2.35:1
- Genre : Action
- Durée : 92 min

## Distribution
- Linda Marlowe (VF : Monique Thierry) : Harriet Zapper
- Gary Hope : Kono
- Sean Hewitt (VF : Michel Paulin) : Fingers
- Richard Monette (VF : Richard Leblond) : Rock Hard
- Michael O'Malley : Jimmy 'la fraise'
- Jack May (VF : Marc de Georgi) : Jeremiah Horn
- Penny Irving : Maggie
- Stuart Lock (VF : Marcel Guido) : Septimus 'Septy' / Randy Horn
- Bobbi Anne : Pandora 'Pandy' Horn

## Suite
Une suite intitulée The Swordsman est sortie deux ans plus tard, avec toujours derrière la caméra Lindsay Shonteff et Linda Marlowe dans le rôle de l'héroïne.